# Swammerdamella brevicornis
Swammerdamella brevicornis är en tvåvingeart som först beskrevs av Johann Wilhelm Meigen 1830.  Swammerdamella brevicornis ingår i släktet Swammerdamella och familjen dyngmyggor. Inga underarter finns listade i Catalogue of Life.